# Ветулонија (Гросето)
Ветулонија (итал. Vetulonia) је насеље у Италији у округу Гросето, региону Тоскана.
Према процени из 2011. у насељу је живело 254 становника. Насеље се налази на надморској висини од 326 м.